# Elena Theodorini
Elena Theodorini o Teodorini, nacida como Elena de Mortun o de Monzunu (Craiova, Rumanía, 25 de marzo de 1857 - Bucarest, 27 de febrero de 1926) fue una soprano y mezzosoprano rumana.

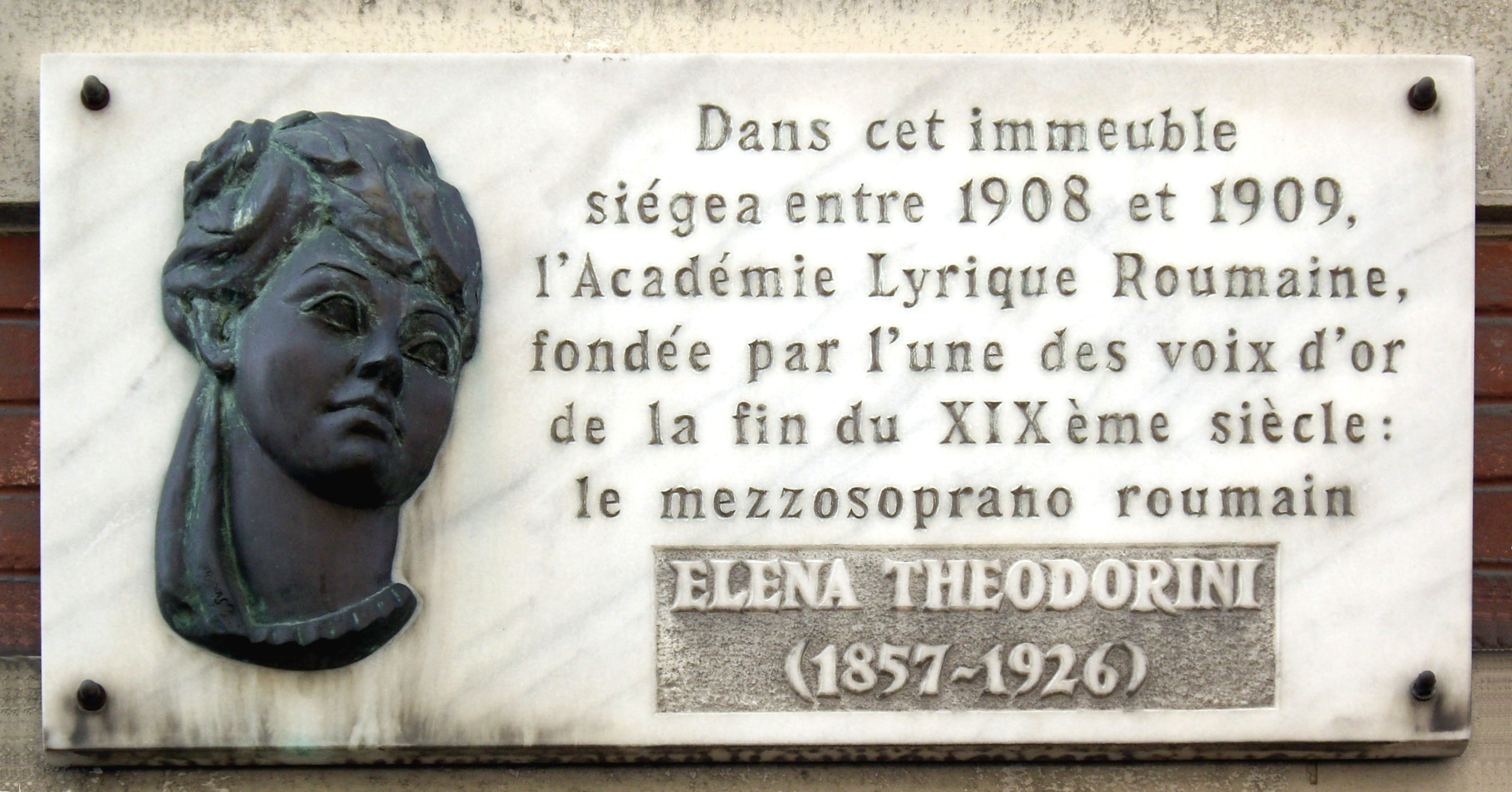
Placa en París, recordando a Elena Theodorini

Procedente de una familia de actores rumanos de ascendencia griega, comenzó a estudiar canto y piano en el conservatorio de Milán. Debutó como mezzosoprano en Cuneo, con Maria di Rohan, y cantó en teatros de provincias de Italia, y en la Ópera de Bucarest. En 1879 comienza su carrera como soprano con La fille du régiment en el Teatro dal Verme, en Milán. En 1880 debuta en La Scala en el papel de Margarita, en Faust. Fue la primera cantante rumana en presentarse en el escenario de La Scala, y permaneció en la compañía hasta 1893. En 1884 se presenta en el Teatro Colón de Buenos Aires, junto a Francesco Tamagno. En esta época centra su carrera en el repertorio de soprano. En Europa actúa en los principales teatros italianos, y en Lisboa, Madrid y Londres.
Se encontraba igualmente cómoda en papeles de soprano dramática o lírica, mezzo o contralto, gracias a la excepcional extensión de su voz. Su presencia escénica se caracterizaba por un temperamento apasionado y dramático.
En 1909 funda una academia de canto en Buenos Aires, y da clases también en Brasil. En 1924 regresa a Rumania, y comienza a dar clases en el conservatorio de Bucarest y en Atenas. Entre sus alumnos destacaron la famosa soprano brasileña Bidu Sayão y el bajo griego Nicola Moscona.